# Ālayavijñāna
 (décembre 2024).
L'ālayavijñāna (sanskrit), désigne dans l'école Yogācāra du bouddhisme la conscience fondamentale ou conscience réceptacle, psychisme de fond. Tandis que les autres écoles bouddhistes postulent six consciences (vijnana), celle-ci en admet deux autres, kliṣṭamanas (la conscience mentale souillée) et l'ālayavijñāna.

## Vue générale
La conscience fondamentale, ou « base de tout », est le réceptacle  des traces karmiques (ālaya signifie « demeure, maison, réceptacle», comme dans « Himālaya », la « demeure des neiges »). C'est elle qui suscite l'activité de conscience aveuglée par la croyance en un « soi ». L'existence de cette conscience est enseignée par l'école Cittamātra. L'école Madhyamaka a critiqué ce concept et l'a réinterprété pour désigner la vacuité.
En psychologie occidentale, on pourrait l'assimiler plus ou moins à l'inconscient :

« Asanga, au début de la Somme du Grand Véhicule, compare ce tréfonds inconscient à un fleuve qui s'écoule, durant cette vie et aussi d'une vie à une autre. Cet inconscient est donc un flux, non une substance, quasi-continuité mais impermanence. L'âtman était impersonnel, intemporel, substantiel. L'ālayavijñāna est impersonnel, insubstantiel, sans doute intemporel au sens où son devenir n'est pas datable et repérable, mais engagé dans le devenir et y engageant la partie émergée de la conscience . »

### Consciences
La conscience, vijñāna, est l'une des quatre composantes psychiques de la personne, ou plutôt de ce qui est pris pour une personne, et que le bouddhisme étudie comme un ensemble de phénomènes éphémères et impersonnels.
Selon la psychologie bouddhique, il existe six consciences sensorielles, qui correspondent  aux  six sens : les cinq sens que sont la vue, l'ouïe, le goût, l'odorat, le toucher, auquel la doctrine bouddhique ajoute un sixième sens, le « mental » (manas), lié aux cinq premiers. L'école Yogācāra (ou Cittamātra) elle, ajoute deux autres consciences ; une septième, la conscience souillée (kliṣṭamanas) et la huitième, l'ālayavijñāna.

### Idéalisme
Le Cittamātra ne reconnait que l'existence des consciences : il n'y a « rien que l'esprit ». Son enseignement de l'ālayavijñāna est corollaire de cette pensée ; la dualité sujet-objet est refusée, elle est dite « établie », tandis que la nature conditionnée des phénomènes, leur nature dépendante, seule existe. On aboutit paradoxalement à une conclusion inverse de celle du Madhyamaka pour qui la nature dépendante des phénomènes entraîne leur vacuité et leur absence de nature propre (svabhāva).

## Une conscience support
L'ālayavijñāna constitue un courant continu. Fondamentalement, elle est aussi bien active que passive. Elle est la base, le réceptacle des semences, qui sont la cause de tout ; plus précisément, l'ālayavijñāna est la cause de la manifestation de la conscience souillée, klistamanas. L'ālayavijñāna est aussi rétribution, résultat (vipaka). Pourtant, elle est caractérisée par toutes les semences, qui n'ont pas d'autre support. Et à l'atteinte de l'éveil, l'ālayavijñāna cesse, ou encore devient amalavijñāna, « conscience pure » (qui est donc une neuvième conscience).